# Erich Drescher (Politiker)

Erich Drescher

Erich Drescher (* 26. September 1894 in Laar (Grafschaft Bentheim); † 13. Dezember 1956 in Leer) war ein deutscher Politiker (NSDAP).

## Leben und Wirken
Nach dem Besuch der Volksschule in Bienenburg am Harz, der Mittelschule und der Oberrealschule in Hameln legte der Sohn eines Zollbeamten im Februar 1913 die Reifeprüfung ab. Von April 1913 bis März 1914 gehörte er dem Füsilierregiment 73 an, aus dem er als Offiziersaspirant ausschied. Am 1. April 1914 trat er in die Zollverwaltung ein. Ab 1914 nahm Drescher am Ersten Weltkrieg teil, in dem er zweimal verwundet wurde, darunter einmal, am 27. Dezember 1914, schwer. Diese schwere Hirnverletzung infolge einer missglückten Übung an Handgranaten zog einen längeren Lazarettaufenthalt mit rehabilitativer Behandlung nach sich. Am 1. September 1916 kehrte er in die Zollverwaltung zurück, nachdem er kriegsdienstuntauglich aus der Armee ausgeschieden war. Bis zum Zollinspektor befördert wurde Drescher 1929 zum Bezirkszollkommissar in Leer ernannt. 
Im August 1929 begann er sich in der NSDAP zu betätigen, er trat zum 1. Oktober 1930 der Partei bei (Mitgliedsnummer 323.346). Im Dezember 1930 gehörte er zu den Mitbegründern der NSDAP-Ortsgruppe in Leer und wurde zum Bezirksleiter der Partei ernannt. Im Juli 1932 folgte die Ernennung zum Kreisleiter und im Juli 1933 die Beförderung zum Gauinspekteur. 1933 war er kurzzeitig Mitglied im Provinziallandtag der Provinz Hannover.
Nachdem die Nationalsozialisten den Bürgermeister Erich vom Bruch abgesetzt hatten, der im Mai 1933 Selbstmord beging, amtierte Drescher von März 1933 bis September 1934 zunächst als Staatskommissar, dann durchgehend bis zur Befreiung vom Nationalsozialismus im Frühjahr 1945 als Bürgermeister der Stadt Leer. Zu seinen ersten Amtshandlungen zählte die Gleichschaltung der Verwaltung. Als Bürgermeister organisierte er die Reichspogromnacht in Leer. Danach überwachte er in Zusammenarbeit mit der örtlichen SA den Abtransport von Männern der Jüdischen Gemeinde Leer in das KZ Sachsenhausen.
Von März 1936 bis zum Ende der NS-Herrschaft im Frühjahr 1945 saß Drescher als Abgeordneter für den Wahlkreis 14 (Weser-Ems) im nationalsozialistischen Reichstag. Daneben war er Mitglied des Kreisausschusses des Kreises Leer. Zudem war er Herausgeber der Ostfriesischen Tageszeitung, die er in der Endphase des Zweiten Weltkrieges als Sprachrohr für seine NS-Durchhalteparolen nutzte.
Nach Kriegsende befand er sich in alliierter Internierung. Krankheitsbedingt entlassen bestritt Drescher zunächst seinen Lebensunterhalt mit landwirtschaftlichen Tätigkeiten und ab 1951 als Nachtwächter in einem Betrieb. Wegen seiner Beteiligung an den Novemberpogromen wurde er durch das Schwurgericht Aurich zu einer Haftstrafe verurteilt, die jedoch infolge medizinischer Gutachten („eingeschränkte Verantwortlichkeit“) auf 21 Monate Zuchthaus festgesetzt wurde. Durch die Internierungshaft galt die Strafe als abgegolten. Erfolglos bewarb er sich um eine Wiederanstellung bei der Stadtverwaltung. Schließlich arbeitete er ab 1956 wieder als Nachtwächter und starb auf dem Arbeitsweg an Herzversagen.
Nach dem Tod Dreschers wurde in der Gemeinde Leer ein hartnäckiger Streit um die Frage geführt, ob ein Bild Dreschers in der Galerie der Bürgermeister der Stadt im Rathaus-Altbau verbleiben sollte. Dieser Streit wurde erst im Dezember 2000 beigelegt, als man die Galerie in „Ehrengalerie der Amtsträger“ umbenannte und Dreschers Bild entfernte.